# Championnat de Belgique féminin de football 1994-1995
 (novembre 2024).
Si vous disposez d'ouvrages ou d'articles de référence ou si vous connaissez des sites web de qualité traitant du thème abordé ici, merci de compléter l'article en donnant les références utiles à sa vérifiabilité et en les liant à la section « Notes et références ».
Navigation
Saison précédente Saison suivante
Le championnat de Belgique féminin de football 1994-1995 est la 24e édition du championnat de première division belge de football féminin. Il se dispute lors de la saison 1994-1995. 
Ce championnat est disputé par seulement treize équipes à la suite du forfait général d'Astrio Begijnendijk. Il est remporté par le RSC Anderlecht dont c'est le 2e titre. 

## Classement
| Rang | Équipe                   | Pts | J  | G  | N | P  | Bp | Bc  | Diff |
| ---- | ------------------------ | --- | -- | -- | - | -- | -- | --- | ---- |
| 1    | RSC Anderlecht           | 42  | 24 | 19 | 4 | 1  | 97 | 24  | +73  |
| 2    | Standard Fémina de Liège | 40  | 24 | 19 | 2 | 3  | 78 | 15  | +63  |
| 3    | Herk Sport               | 32  | 24 | 16 | 0 | 8  | 63 | 38  | +25  |
| 4    | Elen Standard            | 28  | 24 | 14 | 0 | 10 | 51 | 47  | +4   |
| 5    | KFC Rapide Wezemaal      | 27  | 24 | 12 | 3 | 9  | 51 | 41  | +10  |
| 6    | DVC Kuurne               | 27  | 24 | 11 | 5 | 8  | 63 | 48  | +15  |
| 7    | Eva's Kumtich            | 26  | 24 | 12 | 2 | 10 | 56 | 48  | +8   |
| 8    | RWD Herentals            | 24  | 24 | 10 | 4 | 10 | 34 | 43  | -9   |
| 9    | Dames VK Egem            | 23  | 24 | 9  | 5 | 10 | 49 | 44  | +5   |
| 10   | Sinaai Girls             | 20  | 24 | 9  | 2 | 13 | 50 | 57  | -7   |
| 11   | Kamillekes Alost         | 11  | 24 | 4  | 3 | 17 | 31 | 80  | -49  |
| 12   | DVK Gand                 | 8   | 24 | 1  | 6 | 17 | 31 | 79  | -48  |
| 13   | Union Forest             | 4   | 24 | 0  | 4 | 20 | 15 | 108 | -93  |
| 14   | Astrio Begijnendijk      | 0   | 0  | 0  | 0 | 0  | 0  | 0   | 0    |